# Beyblade
Cet article concerne la première série. Pour les autres séries, voir Beyblade: Metal (série) et Beyblade: Shogun Steel.
Autre
Beyblade (爆転シュートベイブレード, Bakuten Shoot Beyblade) est une série de mangas écrite et dessinée par Takao Aoki. Elle est prépubliée entre 1999 et 2004 dans le magazine CoroCoro Comic puis compilé en un total de quatorze tomes par Shōgakukan. La version française est éditée par Panini Comics.
Elle est adaptée en anime entre janvier 2001 et décembre 2003. L'anime est découpé en trois saisons : Beyblade, Beyblade V-Force et Beyblade G-Revolution. La première est produite par Madhouse, et les deux suivantes par Nihon Animedia. En France, la première saison est diffusée à partir du 3 septembre 2002 dans l'émission T O 3 sur France 3. Une adaptation en film live Beyblade produit par Jerry Bruckheimer, sur un scénario de Neil Widener et Gavin James, est en préparation.
Une deuxième saga, intitulée Beyblade: Metal, lui succède entre 2008 et 2012. Une troisième saga, intitulée Beyblade Burst, est produite entre 2015 et 2023. Une quatrième saga, intitulée Beyblade X, est produite depuis 2023.

## Synopsis
L'histoire se déroule au Japon, dans un futur très proche, où un sport mondial, le Beyblade, est apparu, bien qu'il daterait de temps très anciens. Dans ce sport, les participants s'affrontent dans un stadium avec des toupies très perfectionnées, le but étant d'éjecter la toupie adverse hors du stadium ou de la faire s'arrêter. Chaque toupie est conçue par son propriétaire, et donc unique. Les toupies sont des puissances de la nature et elles peuvent lancer des coups spéciaux.
Tyson, le héros, est un jeune garçon fan de Beyblade, vivant seul avec son grand-père. Mais, un jour, il se fait battre par un autre beybladeur du nom de Kaï, qui possède une toupie, Tyson ne tarde cependant pas à obtenir sa propre toupie : Dragoon. Il finira par prendre sa revanche sur Kaï à un tournoi régional. Plus tard, Tyson formera une équipe avec Kaï, devenu son ami, Ray et Max, deux autres beybladeurs talentueux qu'il a rencontrés, et Kenny, un ami de Tyson très doué en informatique. Cette équipe se nomme  les Blade Breakers. Ensemble, ils participeront à de nombreux tournois, et affronteront divers adversaires.

## Manga
Les chapitres du manga Beyblade ont été écrits et illustrés par Takao Aoki. Il a été publié en série dans CoroCoro Comic de 1999 à 2004. Le manga est édité en France par Panini Comics. Ailleurs, il a été publié sous licence en anglais par VIZ Media.
En 2003, Panini Comics publie cinq des quatorze volumes en allemand sous le label Planet Manga. En raison des mauvais chiffres de vente, les autres volumes n'ont pas été publiés en Allemagne.
À partir du 15 juillet 2016, Takao Aoki commence à travailler sur une suite du manga original, intitulée Bakuten Shoot Beyblade: Rising (爆転シュート ベイブレード ライジング, Bakuten Shūto Beiburēdo : Raijingu), qui se déroule après les événements de G-Revolution. La série est publiée en série dans le magazine CoroCoro Aniki.

### Liste des volumes
| no | Japonais          | Japonais      | Français          | Français          |
| no | Date de sortie    | ISBN          | Date de sortie    | ISBN              |
| -- | ----------------- | ------------- | ----------------- | ----------------- |
| 1  | 28 janvier 2000   | 4-09-141403-6 | 23 septembre 2003 | 978-2-84538-245-9 |
| 2  | 28 juillet 2000   | 4-09-141404-4 | 21 octobre 2003   | 978-2-84538-257-2 |
| 3  | 25 décembre 2000  | 4-09-141405-2 | 24 mai 2004       | 978-2-84538-269-5 |
| 4  | 22 juin 2001      | 4-09-141406-0 | 24 août 2004      | 978-2-84538-278-7 |
| 5  | 28 novembre 2001  | 4-09-141407-9 | 27 janvier 2005   | 978-2-84538-289-3 |
| 6  | 28 février 2002   | 4-09-141408-7 | 24 novembre 2005  | 978-2-84538-562-7 |
| 7  | 27 juillet 2002   | 4-09-141409-5 | 23 mars 2006      | 978-2-84538-673-0 |
| 8  | 28 octobre 2002   | 4-09-141410-9 | 22 juin 2006      | 978-2-84538-738-6 |
| 9  | 28 février 2003   | 4-09-141429-X | 28 septembre 2006 | 978-2-84538-792-8 |
| 10 | 28 juin 2003      | 4-09-141430-3 | 7 décembre 2006   | 978-2-84538-858-1 |
| 11 | 27 septembre 2003 | 4-09-143131-3 | 12 juillet 2007   | 978-2-8094-0035-9 |
| 12 | 24 décembre 2003  | 4-09-143132-1 | 14 février 2008   | 978-2-8094-0201-8 |
| 13 | 28 mai 2004       | 4-09-143133-X | 10 juillet 2008   | 978-2-8094-0354-1 |
| 14 | 28 juillet 2004   | 4-09-143134-8 | 28 janvier 2009   | 978-2-8094-0456-2 |

## Anime
Beyblade est adaptée en une série télévisée d'animation produite par Madhouse, ce qui en fait la première utilisation par le studio de l'encre et de la peinture numériques. La série, qui compte 51 épisodes, a été diffusée au Japon sur TV Tokyo du 8 janvier 2001 au 24 décembre 2001. Une série suivante, produite par Nihon Animedia et intitulée Beyblade V-Force, a été diffusée pendant 51 épisodes supplémentaires du 7 janvier 2002 au 30 décembre 2002. La troisième série, Beyblade G-Revolution, a duré 52 épisodes du 6 janvier 2003 jusqu'à sa conclusion le 29 décembre 2003.

### Diffusions internationales
Les trois premières saisons ont fait l'objet d'une licence d'adaptation, de diffusion et de distribution en français. En France, la première série a été diffusée sur la chaîne du 3 septembre 2002 à une date de fin inconnue dans l'émission T O 3 sur la chaîne hertzienne France 3, et dès le 14 octobre 2002 à une date inconnue sur la chaîne câblée Télétoon. Elle est éditée et distribuée en DVD en 2003 par TF1 Vidéo. Les deux séries suivantes seront aussi diffusées sur cette même chaîne entre 2003 et 2005.
Ailleurs, la série d'animation a été diffusée en 2002 sur la chaîne câblée YTV au Canada et sur Télétoon en français, et sur ABC Family aux États-Unis. Des rediffusions ont également été vues sur Toon Disney, dans le cadre de Jetix de 2004 à 2005, et à nouveau en 2006, dans le cadre du bloc Anime Invasion Sundays de la chaîne Jetix. La série a été distribuée par Geneon Entertainment pour ses deux premières saisons et par FUNimation Entertainment pour la troisième saison. La licence pour les trois saisons a été acquise par Discotek Media le 30 novembre 2018. Ils ont sorti les trois en Blu-ray de définition standard avec doublage anglais uniquement ; la première saison le 29 janvier, V-Force le 26 février et G-Revolution le 26 mars 2019,,.
Au Portugal, l'anime a été diffusé sur TVI, Canal Panda et Panda Biggs. Au Brésil, elle a d'abord été diffusée par Fox Kids puis par Globo,, qui l'a diffusée presque jusqu'à la fin de la deuxième saison. Dans ces deux pays, des versions basées sur celles de la version américaine de Nelvana ont été diffusées. En streaming, l'œuvre figure au catalogue de Netflix et a été diffusée en avant-première sur Pluto TV le 21 avril 2021. 

### Musique
Le générique d'ouverture de la première saison est intitulée Fighting Spirits -Song for Beyblade- de System-B et le générique de fermeture Cheer Song du même groupe.
Le générique d'ouverture de la deuxième saison s'intitule Off the Chains de Toss & Turn, et le générique de fermeture Urban Love de Shiori.

### Doublage
| Personnages (première saison) | Personnages (première saison) | Voix japonaises | Voix françaises (Belgique) |
| ----------------------------- | ----------------------------- | --------------- | -------------------------- |
| Tyson                         | Tyson                         | Motoko Kumai    | Circé Lethem               |
| Kaï                           | Kaï                           | Urara Takano    | Thierry Janssen            |
| Ray                           | Ray                           | Aya Hisakawa    | Christophe Hespel          |
| Max                           | Max                           | Ai Orikasa      | Carole Baillien            |

## Films d'animation
Un film, intitulé Beyblade, le film (爆転シュート ベイブレード The Movie 激闘!!タカオ VS大地, Beyblade the Movie: Fierce Battle! Takao VS Daichi), est sorti en 2002 au Japon. Chronologiquement, il se situe entre la deuxième et la troisième saison de l'anime. On y trouve deux beybladeurs. Le premier, Hiroshi, représente le méchant du film. C'est aussi le pire personnage que le groupe ait eu à affronter jusqu'à présent. Il possède des capacités incroyables, ainsi qu'une grande détermination. Son personnage se nomme Dark Dragoon. Le second, Daichi Sumeragi, est un jeune garçon qui est une sorte de « sauvageon » qui a autant de force de caractère que Tyson. Son personnage se nomme Gaia Dragoon. Le personnage de Daichi apparait dans le film avant d'apparaître dans Beyblade G-Revolution.
Un deuxième film, baptisé Metal Fight Beyblade VS Taiyô Shakunetsu no Shinryakusha Soru Bureizu (劇場版メタルファイト ベイブレードVS太陽 灼熱の侵略者ソルブレイズ, Metal Fight Beyblade Contre le Soleil : Sol Blaze, l'envahisseur brûlant) est sorti en 2010, et diffusé en France le 12 septembre 2012 sur Gulli et le 24 décembre sur Canal J.

## Autres médias

### Jouets

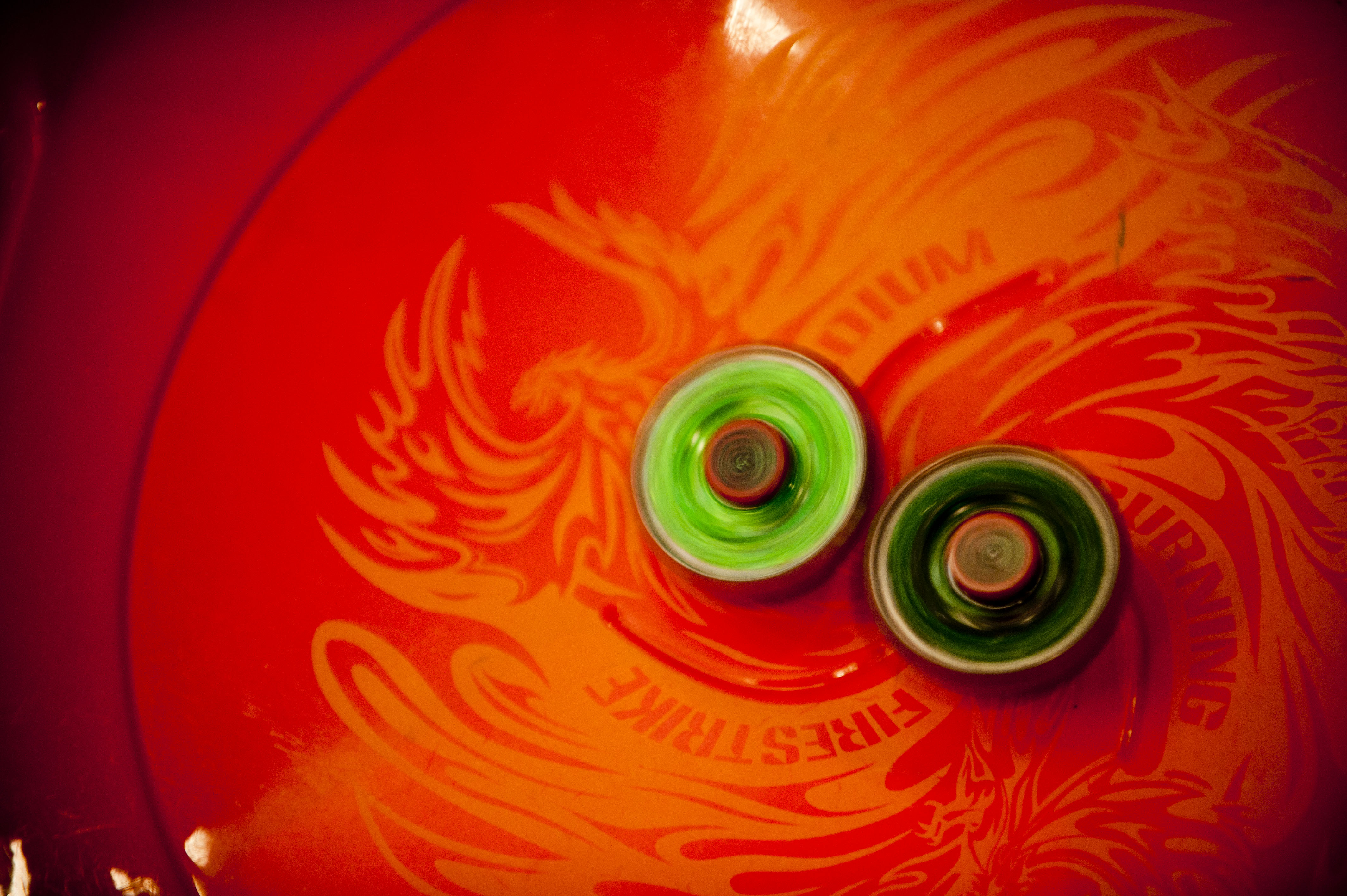
Deux toupies de combat Beyblade, Beyblades Battle Tournament, du 18 avril 2012, Turquie.

Au Japon et dans le monde entier, il existe de véritables toupies Beyblade et des stadiums et autres accessoires, majoritairement pour améliorer le lancer
Le 18 avril 2012, un tournoi baptisé Beyblades Battle Tournament est organisé à Incirlik, en Turquie, où 30 jeunes compétiteurs s'affrontaient.

### Jeux vidéo
L'univers Beyblade a été décliné sous la forme de nombreux jeux vidéo. Le premier jeu de la franchise, Jisedai Bēgoma Battle Beyblade (次世代ベーゴマバトル ベイブレード) est sorti avant même le manga. La plupart des concepts ont été abandonnés, mais les personnages de Tyson, Kai et Hiro sont issus de ce jeu et ont été retravaillés par la suite par Aoki pour aboutir à l'histoire telle qu'elle est connue. Par la suite, plusieurs jeux basés sur la série sont sortis, passant par des consoles comme la Game Boy Color, la Game Boy Advance, la PlayStation et la GameCube. Comme presque tous les jeux basés sur des histoires originales (c'est-à-dire qui n'étaient pas des jeux à l'origine), ces jeux ont été fortement critiqués,,.

## Accueil
Pour le média français Jeuxvideo.com, la série a été créée « profitant de l'engouement généré par Pokémon, Digimon et autres Yu-Gi-Oh! [...] séries mêlant héroïsme, action et où les valeurs morales prévalent avant tout ».

## Série dérivées
Plusieurs séries dérivées ont été produites, notamment Beyblade: Metal Saga, la série BeyWheelz, la saga Beyblade Burst, et la saga Beyblade X.

### Chronologie des sagas
| No. | Titre                     | Épisodes | Date de diffusion japonaise       |
| --- | ------------------------- | -------- | --------------------------------- |
| 1   | Beyblade                  | 51       | 8 janvier 2001 – 24 décembre 2001 |
| 2   | Beyblade V-Force          | 51       | 7 janvier 2002 – 30 décembre 2002 |
| 3   | Beyblade G-Revolution     | 52       | 6 janvier 2003 – 29 décembre 2003 |
| 4   | Beyblade Metal: Fusion    | 51       | 5 avril 2009 – 28 mars 2010       |
| 5   | Beyblade: Metal Masters   | 51       | 4 avril 2010 – 27 mars 2011       |
| 6   | Beyblade: Metal Fury      | 39       | 3 avril 2011 – 1er avril 2012     |
| 7   | Beyblade: Shogun Steel    | 45       | 8 avril 2012 – 23 décembre 2012   |
| 8   | BeyWheelz                 | 13       | 11 août 2012 – 6 octobre 2012     |
| 9   | BeyWarriors: BeyRaiderz   | 13       | 4 janvier 2014 – 29 mars 2014     |
| 9   | BeyWarriors: Cyborg       | 28       | 18 octobre 2014 – 27 février 2015 |
| 10  | Beyblade Burst            | 51       | 4 avril 2016 – 27 mars 2017       |
| 11  | Beyblade Burst Evolution  | 51       | 3 avril 2017 – 26 mars 2018       |
| 12  | Beyblade Burst Turbo      | 51       | 2 avril 2018 – 25 mars 2019       |
| 13  | Beyblade Burst Rise       | 51       | 5 avril 2019 – 27 mars 2020       |
| 14  | Beyblade Burst Surge      | 52       | 3 avril 2020 – 19 mars 2021       |
| 15  | Beyblade Burst QuadDrive  | 52       | 2 avril 2021 – 18 mars 2022       |
| 16  | Beyblade Burst QuadStrike | 26       | 3 avril – 2 décembre 2023         |
| 17  | Beyblade X                |          | 6 octobre 2023 – présent          |

### Bibbliographie
Édition japonaise
1. 1 2  (ja) « Tome 1 »
2. 1 2  (ja) « Tome 2 »
3. 1 2  (ja) « Tome 3 »
4. 1 2  (ja) « Tome 4 »
5. 1 2  (ja) « Tome 5 »
6. 1 2  (ja) « Tome 6 »
7. 1 2  (ja) « Tome 7 »
8. 1 2  (ja) « Tome 8 »
9. 1 2  (ja) « Tome 9 »
10. 1 2  (ja) « Tome 10 »
11. 1 2  (ja) « Tome 11 »
12. 1 2  (ja) « Tome 12 »
13. 1 2  (ja) « Tome 13 »
14. 1 2  (ja) « Tome 14 »

Édition française
1. 1 2  (fr) « Tome 1 »
2. 1 2  (fr) « Tome 2 »
3. 1 2  (fr) « Tome 3 »
4. 1 2  (fr) « Tome 4 »
5. 1 2  (fr) « Tome 5 »
6. 1 2  (fr) « Tome 6 »
7. 1 2  (fr) « Tome 7 »
8. 1 2  (fr) « Tome 8 »
9. 1 2  (fr) « Tome 9 »
10. 1 2  (fr) « Tome 10 »
11. 1 2  (fr) « Tome 11 »
12. 1 2  (fr) « Tome 12 »
13. 1 2  (fr) « Tome 13 »
14. 1 2  (fr) « Tome 14 »